# Ivica Reiss
Ivica Braco Reiss (Zagreb, 1923. – Zagreb, 5. listopada 1984.), bio je bivši hrvatski nogometaš, komičar, glumac i humorist, po zanimanju stomatolog.

## Klupska karijera
Za Građanski igrao od 1941. do njegova nasilna ukidanja 1945. i poslije za Dinamo. U Građanskom je bio prva pričuva u velikoj momčadi Građanskog. U Građanskom odnosno Dinamu osvojio je prvenstva 1943. i 1948., kup 1944., dvaput ligu Zagrebačkog nogometnog područja i jedno prvenstvo Zagreba. Karijeru je nastavio i završio u Lokomotivi. Tehnika mu je bila dobra i bio je s velikim smislom za skupnu igru. Bio je dobar u navali, na desnom ili lijevom krilu. Poslije igračke karijere ostao je u klubu, za koji je bio stalno vezan. Od 1973. do 1983. godine bio je član stručne komisije u Dinamu.

## Reprezentativna karijera
1943. i 1944. godine igrao je za mladu reprezentaciju Hrvatske.

## Umjetnička karijera
Šport i umjetnost su mu se ispreplitali cijeli njegov život. Cijelog je sebe davao u objema djelatnostima. Bio je poznati zagrebački komičar i glumac. Na glasu kao odličan pisac tekstova. Kao humorist dugo godina je surađivao s klupskim novinama.